# Ислямско емирство Афганистан
 За другото държавно образувание със същото име вижте Емирство Афганистан.  
Ислямско емирство Афганистан (на пущунски: د أفغانستان اسلامي امارات‎) е краткосрочна широко непризната ислямска държава на територията на Афганистан.
Създадена е през септември 1996 г., когато талибаните започват управлението си в Афганистан след падането на Кабул. Талибаните установяват контрола над приблизително 90% от страната, докато части от североизточната част са контролирани от Северния алианс, който става широко признатото правителство на Афганистан.
Талибаните предоставят убежище на Осама бин Ладен и Ал Кайда, което им позволява да извършат големи терористични атаки, като нападенията от 11 септември. След 11 септември, международната опозиция срещу режима се увеличава, като дипломатическото признание от Обединените арабски емирства и Пакистан е отменено. Емирството приключва на 17 декември 2001 г., след като режимът е свален от Северния алианс, който е подкрепен от инвазията на САЩ.

## История
Талибаните и тяхното влияние е резултат от хаоса след съветско-афганската война. То започва като ислямско и пущо политико-религиозно движение, съставено от студенти в Южен Афганистан. Преобладаващо етнически пущуни, талибаните смесват племенния кодекс на Пущунвал с елементи на сунитското ислямско учение, за да формират антизападна и антимодерна ислямска идеология, с която управляват. Тя започна да получава подкрепа от съседен Пакистан, както и от Саудитска Арабия и Обединените арабски емирства (ОАЕ). Междувременно държави като Съединените щати и други наблюдават от разстояние и се надяват, че това ново движение ще сложи край на гражданската война в Афганистан.
Талибаните смятат, че много от другите етнически общности в Афганистан са чужди. Пущуните са най-голямата етническа група в Афганистан и представляват огромното мнозинство от талибанското движение. Когато талибаните се разпростират от южните и югоизточните си владения, те срещат по-голяма съпротива.

### Управление
Разпространявайки се от Кандахар, талибаните в крайна сметка управляват Кабул през 1996 г. До края на 2000 г. те успяват да управляват 90% от страната, освен опозиционните градове, намиращи се предимно в североизточната част на провинция Бадахшан. Областите под пряк контрол на талибаните са главно големите градове и магистрали в Афганистан. Племенните вождове и военачалници имат пряк контрол върху различни малки градове, селища и селски райони. Талибаните се опитват да наложат стриктно тълкуване на ислямския закон за шериата върху цялата територия на Афганистан.
По време на петгодишната история на Ислямското емирство, на жените е забранено да работят, а на момичетата да посещават училища или университети и са принудени да спазват пурда и да се въздържат от неприличие. Тези, които се съпротивляват, биват наказани. Комунистите систематично са екзекутирани, а крадците са наказвани чрез отрязване на една от ръцете или крак.
Талибаните не са склонни да споделят властта и тъй като редиците им са преобладаващо с пущуни, те управлявали над 60% от афганистанците от другите етнически групи. В местните власти, като градския съвет на Кабул или Херат, доминират талибаните, а не местните жители. Критиците определят това, като „липса на местно представителство в градската администрация, което кара талибаните да изглеждат като окупационна сила“.

## Международни отношения
Само Пакистан, Саудитска Арабия и Обединените арабски емирства (ОАЕ) признават правителството на талибаните. Държавата не е призната от ООН.
Отношенията между емирството и Иран се влошават през 1998 г., след като талибанските сили завладяват иранското консулство в Мазар-и-Шариф и екзекутират ирански дипломати. След този инцидент, Иран заплашва да нахлуе в Афганистан, като унищожи военните части близо до афганистанската граница, но намесата на Съвета за сигурност на ООН и Съединените щати предотвратява войната.
Една от причините за липсата на международно признание, е талибанското незачитане на правата на човека и върховенството на закона, както се вижда от действията им при поемането на властта. Едно от първите действия на талибаните при завземането на властта е екзекуцията на бившия комунистически президент на Афганистан Мохамед Наджибула. Преди талибаните дори да влязат в контрол над столицата на Афганистан, те изпращат бойци, които да арестуват Наджибула. Тъй като Наджибула остава в състава на ООН в Кабул, това е нарушение на международното право. Като допълнителен пример, талибанският режим също е силно критикуван за убийството на иранските дипломати. Талибаните подкрепят ислямистките бунтовници, действащи в Чечения и Синцзян, като по този начин се противопоставят на Русия и Китайската народна република.
През 2013 г. талибаните отварят представителтво в Катар с цел да започнат разговори помежду си, Съединените щати и Ислямска република Афганистан. Има конфликт, след като службата вдига белия флаг на бившото ислямско емирство Афганистан, а държавният секретар на САЩ Джон Кери казва, че може да бъде затворен, ако в преговорите за мир няма „напредък“.

### Статуите на Буда в Бамян
През 1999 г. Мула Омар издава заповед за защита на статуите на Буда в Бамян, две монументални статуи на стоящи буди от VI век, издълбани встрани от скалата в Бамянската долина в района Хазаражат в централен Афганистан. Той прави това, защото в Афганистан няма будисти, така че идолопоклонството няма да бъде проблем.
Но през март 2001 г. статуите са унищожени от талибаните на Мула Омар след издаден от него указ. Той го обяснява така: „Не исках да унищожа Будите от Бамян. Всъщност някои чужденци дойдоха при мен и казаха, че биха искали да извършат ремонтни работи на Баджанския Буда, който е леко повреден, поради дъждовете. Това ме шокира. Тези безразсъдни хора нямат отношение към хиляди живи човешки същества – афганистанците, които умират от глад, но са толкова загрижени за неживи предмети като Буда. Това беше изключително обезпокоително. Затова наредих разрушаването им. Ако бяха дошли за хуманитарна работа, никога нямаше да наредя разрушението на Буда“.
Това води до международен отзвук от държави като Япония, Индия, Шри Ланка, Южна Корея, Непал, Иран, Катар и Русия. Дори Саудитска Арабия и ОАЕ, които са едни от трите държави, които признават емирството в Афганистан, изразяват своето несъгласие. Арабският клон на ЮНЕСКО нарича унищожението „дивашко“.